# Imiramesja
Imiramesja was een farao of een vizier uit de 13e dynastie (ca. 1793 - na 1640 v. Chr.) van de Egyptische oudheid. Zijn naam betekent: Commandant van het leger.

## Biografie
Deze koning is bekend van de Turijnse koningslijst, maar er zijn ook diverse standbeelden van hem gevonden. Ook is er een hoofd van hem gevonden. De lengte van zijn regering is onbekend maar deze heeft niet langer geduurd dan een paar jaar.
Omdat zijn naam "commandant" of "opzichter van het leger" betekent, neemt men aan dat Imiramesja een generaal was voordat hij farao werd. Hij kwam waarschijnlijk aan de macht door een militaire coup tegen zijn voorganger Chendjer.

### Bewijzen
- Twee kolossale standbeelden van de farao in Tanis, later naar Memphis verplaatst door Apophis.